# Parc Juràssic (novel·la)
Parc Juràssic, Jurassic Park en el seu idioma original, és una novel·la de ciència-ficció i aventures, escrita per Michael Crichton el 1990, que tracta el camp de l'enginyeria genètica aplicada al comerç i l'explotació d'animals. La novel·la narra com s'intenta recrear l'època dels dinosaures a través d'un parc temàtic a l'illa Nubla, una illa fictícia que en la ficció es troba a 120 milles (190 quilòmetres) de Costa Rica.
L'obra de Crichton va representar la seva consagració definitiva com a autor de best-sellers, que va augmentar encara més amb l'adaptació al cinema que Steven Spielberg va fer de la novel·la l'any 1993.
Aquesta obra forma part de la trilogia de best-sellers única que posseeix Crichton: el llibre, la sèrie de televisió (ER) i la pel·lícula (Acusa) número u en els mateixos anys.

## Sinopsi i argument
Un grup de tres científics (dos paleontòlegs i un matemàtic) són convidats per un filantrop multimilionari a un misteriós parc temàtic per a avaluar-ne la fiabilitat davant dels seus inversors. Al costat del representant dels dits inversors i dels dos joves nebots del mecenes, que també són convidats, els científics descobriran que la temàtica de la pretesa atracció és un parc de dinosaures, clonats a partir de l'ADN atrapat a la resina fòssil dels arbres.
Junts, descobriran bàsicament que no es pot controlar la vida (i, per tant, els dinosaures del parc) i que, com enuncia la frase principal de l'obra, la vida s'obre camí.

## Personatges principals

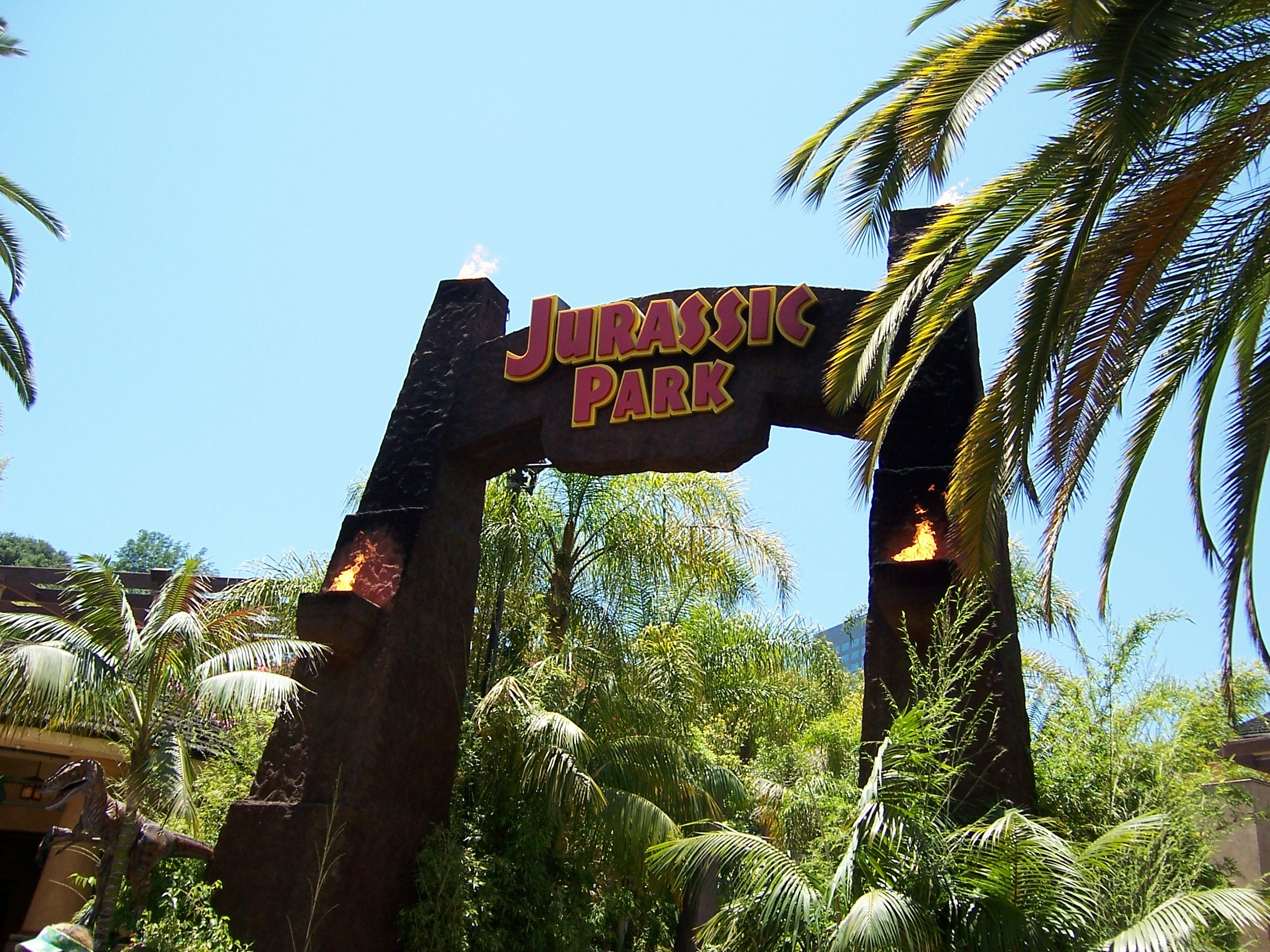
Fotografia de l'entrada al parc; decorat de la pel·lícula.

- John Hammond: Filantrop multimilionari que finança les investigacions dels paleontòlegs; creador i amo del parc.
- Alan Grant: Paleontòleg de prestigi, convidat per Hammond per a supervisar el parc.
- Ellie Sattler: Paleobotànica, col·lega i amiga íntima de Grant.
- Ian Malcom: Matemàtic especialista en la Teoria del Caos i la interacció en sistemes complexos.
- Lex Murphy: Neboda d'en Hammond i entusiasta dels ordinadors.
- Tim Murphy: Nebot d'en Hammond; fascinat pels dinosaures i admirador de Grant.
- Dennis Nedry: Programador que desenvolupa i gestiona el sistema informàtic del parc.
- Donald Genarro: Representant dels inversors del parc.
- Robert Muldoon: Expert caçador d'animals salvatges i guarda general del parc.